# Nucleariidae
Nucleariidae é uma família de Protozoários.